# Wapen van Grouw

Wapen van Grouw

Het wapen van Grouw is het dorpswapen van het Nederlandse dorp Grouw, in de Friese gemeente Leeuwarden. Het wapen werd in de huidige vorm in 1983 geregistreerd.

## Geschiedenis
Grouw is een van de Friese dorpen waarvan een oud dorpswapen is overgeleverd. Het wapen komen in verschillende vormen voor. Zo is er een versie met een schuine balk die de vissen scheidt waarbij de vissen ook schuin zwemmen. Op een variant uit 1741 zwemmen beide vissen naar heraldisch rechts. Op een wapen uit 1796 worden de vissen afgebeeld zoals in 1741. Een wapen uit 1776 vormde de basis voor het huidige wapen.  De vissen uit het wapen zijn onder meer verwerkt in ornamenten van het voormalige raadhuis van Idaarderadeel.

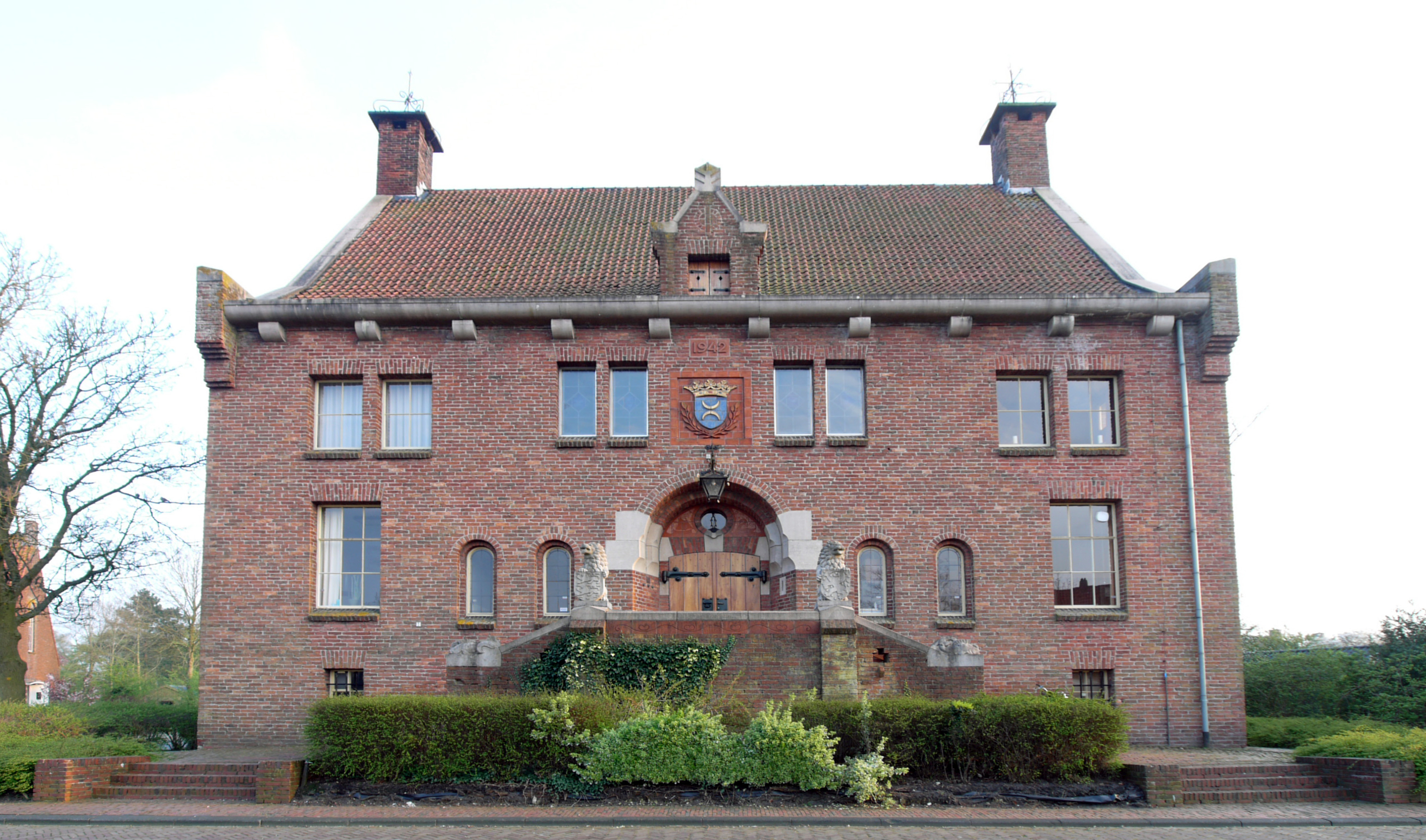
Het voormalige raadhuis van Idaarderadeel met ornamenten van vissen verwerkt in het bordes.

## Beschrijving
De blazoenering van het wapen in het Fries luidt als volgt:
Yn blau twa swimmende gouden fisken, de ûnderste omkeard; it skyld dutsen mei in kroan fan trije blêden en twa pearels; yn de holbân fan de kroan trije rútfoarmige reade stiennen en twa ovale griene stiennen (de kroan fan in flek).
De Nederlandse vertaling luidt als volgt:
In blauw twee zwemmende gouden vissen, de onderste omgekeerd; het schild gedekt met een kroon van drie bladen en twee parels; in de hoofband van de kroon drie ruitvormige rode stenen en twee ovale groene stenen (de kroon van een vlek).
De heraldische kleuren zijn: azuur (blauw) en goud (geel). Het schild wordt gedekt door een zogenaamde "vleckekroon".

## Symboliek
- Blauwe ondergrond: verwijst naar de waterrijke omgeving van het dorp.[5]
- Vissen: verwijzen naar de plaatselijke visserij.[6]

Kroon: het wapen wordt gedekt door een zogenaamde "vleckekroon", voorbehouden aan dorpen met stadse kenmerken.[1] Zo was de Sint-Pieterkerk van de vlecke Grouw een zogenaamde seendkerk. Daarnaast had Grouw een waag en werden er veemarkten gehouden.[3]